# 食行生鲜
食行生鲜是一家生鲜电商企业，采用社区冷链生鲜柜模式向手机上下单的用户提供生鲜产品。该企业创始于2012年10月，总部位于中华人民共和国江苏省苏州市高新区向阳路55号。截止2019年6月，业务范围已覆盖苏州、上海、无锡。